# Парко ди Гвера (Таранто)
Парко ди Гвера (итал. Parco di Guerra) је насеље у Италији у округу Таранто, региону Апулија.
Према процени из 2011. у насељу је живело 526 становника. Насеље се налази на надморској висини од 121 м.